# 오바라정
오바라정(일본어: 小原町)은 일본 가나가와현 쓰쿠이군에 존재했던 정이다. 현재의 사가미하라시 미도리구 북부에 해당한다.

## 역사
- 1889년 4월 1일 - 정촌제 시행에 의해 요시노촌이 단독으로 정제를 시행해, 요세정, 지기라촌이 성립하였다.
- 1955년 1월 1일 - 우치고촌, 요세정, 지기라촌과 합병해 사가미코정이 성립하여, 동일 오바라정은 폐지되었다.
- 2006년 3월 20일 - 사가미코정이 사가미하라시에 편입되었다.
- 2010년 4월 1일 - 사가미하라시가 정령지정도시로 이행해, 구촌은 미도리구가 되었다.

## 교통

### 도로
- 국도 제20호선

## 참고 문헌
- 角川日本地名大辞典編纂委員会,『角川日本地名大辞典 神奈川県』1984, 角川書店